# Pierwsza Konna
Pierwsza Konna lub Przerwanie Frontu Polskiego w 1920 roku (ros. Первая конная, Прорыв Польского фронта в 1920 году) – radziecki propagandowy film historyczny z 1941 w reżyserii Jefima Dzigana. Film nigdy nie wszedł na ekrany kin.

## Fabuła
Rok 1920. Trwa wojna polsko-bolszewicka. Armia polska wkracza na Ukrainę. Ponieważ ma przewagę techniczną czyni szybkie postępy. Polacy rabują i mordują. Na Ukrainę przybywa jednak bolszewicka 1 Armia Konna pod dowództwem Budionnego i Woroszyłowa oraz w specjalnym pociągu sam towarzysz Stalin, który 1 Armii Konnej wydaje rozkaz przerwania polskiego frontu. Atak Armii kończy się pełnym sukcesem.
W „historyczną” fabułę filmu wplecione są wątki losów kilku pomniejszych bohaterów, m.in. dzielnej zwiadowcy Kriemienieckiej, Ukraińca-bojownika Petro Tarana oraz „sprawa” zamachu na towarzysza Stalina, uknutego przez polski wywiad i jednego z dowódców armii Petlury – atamana Kocury. 

## Obsada
- Siemion Goldsztab jako Józef Stalin
- Nikołaj Bogolubow jako Klimient Woroszyłow
- Aleksandr Chwyla jako Siemion Budionny
- Władimir Kabatczenko jako Siemion Timoszenko
- Jewgienij Kałuzski jako Józef Piłsudski
- Michaił Bryłkin jako Petro Taran
- Raisa Jesipowa jako Kriemieniecka
- Michaił Janszyn jako komendant stanicy
- Aleksiej Gribow jako ataman Kocura

i inni.